# I AM世界巡迴演唱會
I AM世界巡迴演唱會（英語：I AM World Tour），是新加坡歌手林俊傑的第三次巡迴演唱會。該巡演於2010年8月21日在北京首都體育館開始，并於2011年4月1日、2日在臺北小巨蛋結束，歷時200多天，巡迴10個城市，共演出11場。

## 概念
|                             | For when I'm weak , then I AM strong / 我什麼時候軟弱 什麼時候就剛強 |
| ——林俊傑“I AM”演唱會開場VCR |                                                                      |
演唱會概念為“I AM”，生命的意義由“I”開始，音樂的感動從“愛”出發，林俊傑歷經了無數個100天的沉澱，當然也包括了失聲的痛苦，這一切讓他了解，上帝能給予你的東西，也能輕易拿走。這次音樂歷程將轉化為一個又一個的故事概念貫穿演場會，傳遞人性最真實的感動！

## 製作
演唱會砸下重金，用跨國際規模技術團隊與頂尖創意製作群，打造橫跨9大城市9大舞台包括北京，上海，成都，廣州，長沙，南京，武漢，昆明、台北的驚喜，整體巡迴演唱會更囊括國際規模技術團隊與頂尖創意製作群，同時請來金曲MV導演“比爾賈”擔綱整體視覺創意總監，砸下上百萬製作超炫目的視覺創意！並有亞洲天王天后們指定御用造型師“THOMAS”操刀整體造型，JJ也首度和亞洲舞王“張佑赫”的專屬韓國舞團跨國合作。據悉此場“I AM”演唱會立下林俊傑自己“破紀錄”挑戰，包括“3個月巡迴8場演唱”、“重金邀請韓國數十名舞者世界巡迴”、“首度親自參與操刀製作演唱會”。

## 曲目與嘉賓
Act 1：沙場
1. 曹操
2. 殺手
3. 編號89757
4. 凍結
5. 背對背擁抱

Act 2：惡
1. X
2. 黑武士
3. 第二天堂
4. 保庇（feat. 王彩樺）
5. 多謝照顧（演唱者：王彩樺)
6. 她說
7. 他說：她說 金曲組曲 (失落沙洲+拋物線+外面的世界+太陽+掉了)
8. 媽媽的娜魯娃
9. 加油

Act 3：慾
1. 無法克制
2. 一個又一個
3. Thriller
4. Black or White
5. 突然好想你（feat. 阿信）
6. 第幾個一百天（feat. 阿信）
7. 知足（演唱者：阿信)

Act 4：脆弱
1. I AM
2. 記得
3. 期待愛
4. 豆漿油條

Act 5：生
1. 主角
2. 跟屁蟲
3. 街道
4. 波間帶
5. 江南

Encore
1. 小酒窩
2. 愛笑的眼睛
3. 不潮不用花錢
4. 轉動
5. 一千年以後

以上列表僅以2011年4月1日臺北場表演的曲目為代表，其他場次及影音专辑中曲目均有變化。
- 2010年8月21日，北京，與金莎合唱《被風吹過的夏天》，金莎獨唱《星月神话》；與胡彥斌合唱《男人歌》[3]。
- 2010年9月17日，成都，與謝娜合唱《小酒窩》，謝娜獨唱《菠蘿菠蘿蜜》；與張婧合唱《只對你說》[4]。
- 2010年9月25日，廣州，與鄧紫棋合唱《小酒窩》，鄧紫棋獨唱《A.I.N.Y. (愛你)》[5]。
- 2010年10月15日，長沙，與孫燕姿合唱《遇見》；與BY2合唱《凑热闹》，BY2獨唱《大人的世界》[6]。
- 2010年11月6日，武漢，與F.I.R.飛兒樂團合唱《天天夜夜》，F.I.R.飛兒樂團獨唱《我要飞》；與张婧合唱《只對你說》，張婧獨唱《一直走》[7]。
- 2010年11月13日，南京，與蔡健雅合唱《拋物線》；與张婧合唱《只對你說》，張婧獨唱《一直走》[8]。
- 2010年12月12日，昆明，與金莎合唱《被風吹過的夏天》[9]。
- 2011年3月5日，新加坡，與蕭敬騰合唱《Black or White》[10]；與张婧合唱《只對你說》。
- 2011年4月1日，臺北，與王彩樺合唱《保庇》，王彩樺獨唱《多謝照顧》；與阿信合唱《突然好想你》和《第幾個100天》。
- 2011年4月2日，臺北，與蕭亞軒合唱《背對背擁抱》；與郭靜合唱《心墻》[1]。

## 場次信息
| 場次 | 日期           | 國家／地區 | 城市   | 場館             | 嘉賓                 |
| ---- | -------------- | ---------- | ------ | ---------------- | -------------------- |
| 1    | 2010年8月21日  | 中国大陆   | 北京   | 首都體育館       | 金莎、胡彥斌         |
| 2    | 2010年8月28日  | 中国大陆   | 上海   | 上海大舞台       | 張婧                 |
| 3    | 2010年9月17日  | 中国大陆   | 成都   | 四川省體育館     | 謝娜、張婧           |
| 4    | 2010年9月25日  | 中国大陆   | 廣州   | 廣州體育館       | 鄧紫棋、張婧         |
| 5    | 2010年10月15日 | 中国大陆   | 長沙   | 賀龍體育場       | 孫燕姿、BY2          |
| 6    | 2010年11月6日  | 中国大陆   | 武漢   | 新華路體育場     | F.I.R.飛兒樂團、張婧 |
| 7    | 2010年11月13日 | 中国大陆   | 南京   | 五台山體育館     | 蔡健雅、張婧         |
| 8    | 2010年12月12日 | 中国大陆   | 昆明   | 昆明體育館       | 金莎                 |
| 9    | 2011年3月5日   | 新加坡     | 新加坡 | 新加坡室內體育館 | 蕭敬騰、張婧         |
| 10   | 2011年4月1日   | 臺灣       | 台北   | 台北小巨蛋       | 陳信宏、王彩樺       |
| 11   | 2011年4月2日   | 臺灣       | 台北   | 台北小巨蛋       | 蕭亞軒、廖語晴、郭靜 |

## 幕后
冠名贊助
- 中國大陸－銀鷺花生牛奶
- 台灣－義大世界

主创团队：
- 節目製作－海蝶音樂
- 節目總監/監製－許環良
- 音乐总监－吴剑泓
- 视觉動畫－比爾賈
- 造型设计－Tomas Chan
- 导演－周炯
- 舞美设计－周炳坤
- 灯光设计－司徒小波
- 乐队總監－吴庆隆
- 舞蹈經理－Cho Yoon Hee

演出人员
- 歌手－林俊傑
- 鍵盤－吴庆隆、Jordan Wei
- 吉他－Shamril Bin Mohd Salleh、Tan Tse Hui Joshua
- 具斯－Kesaran K Subramaniam
- 鼓手－Chris Trzcinski
- 和音－David Tan、Lim Yeek Sinn、Susanna Lau Wei Chee
- 古箏－徐晶晶
- 薩克斯－董舜文
- 舞者－Jeon Sang Jun、Kim Hak Su、Kim Sung Su、Lee Woo Hyun、Chae Min Kyung、Jung Je Heon、Leo Joon Hee、Jung Si On、Jung Hae Chang、Lee So Joon、Shon Si Nae、Lee Jeong Eun